# Władysław Cieszyński

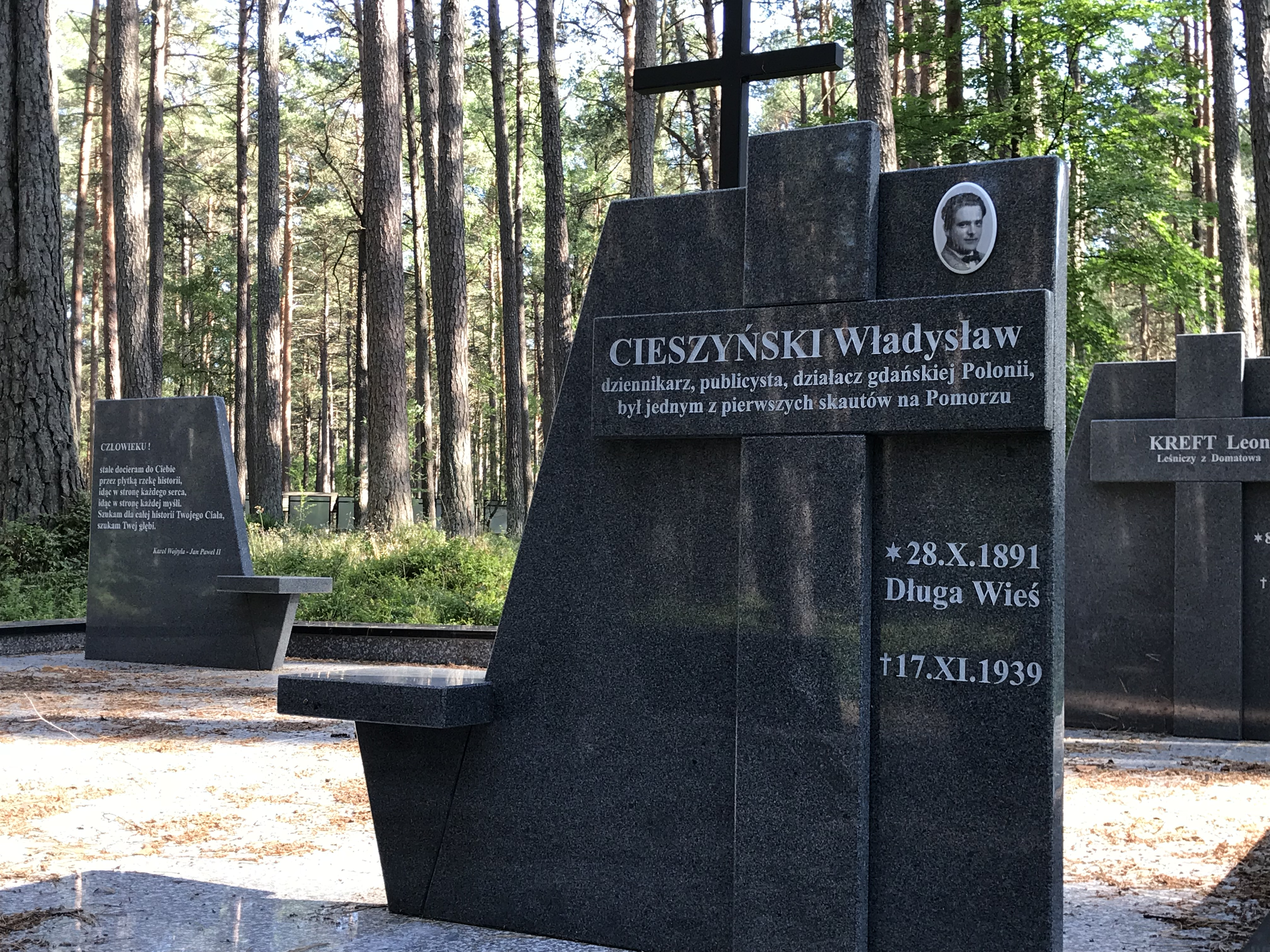
Der Grabstein von Cieszyński

Władysław Cieszyński (* 28. Oktober 1891 in Kolonia Bryńska/Długa Wieś; † 17. November 1939 in Piaśnica) war ein polnischer Journalist und sozialer Aktivist. Er verbrachte den größten Teil seines Lebens in der Freien Stadt Danzig, wo er als Journalist in Dziennik Gdański arbeitete. 1926 wurde er Chefredakteur der Gazeta Gdańska.
1938 wurde er mit dem Goldenen Verdienstkreuz ausgezeichnet. Cieszyński wurde im Massaker von Piaśnica ermordet.